# 本多忠高

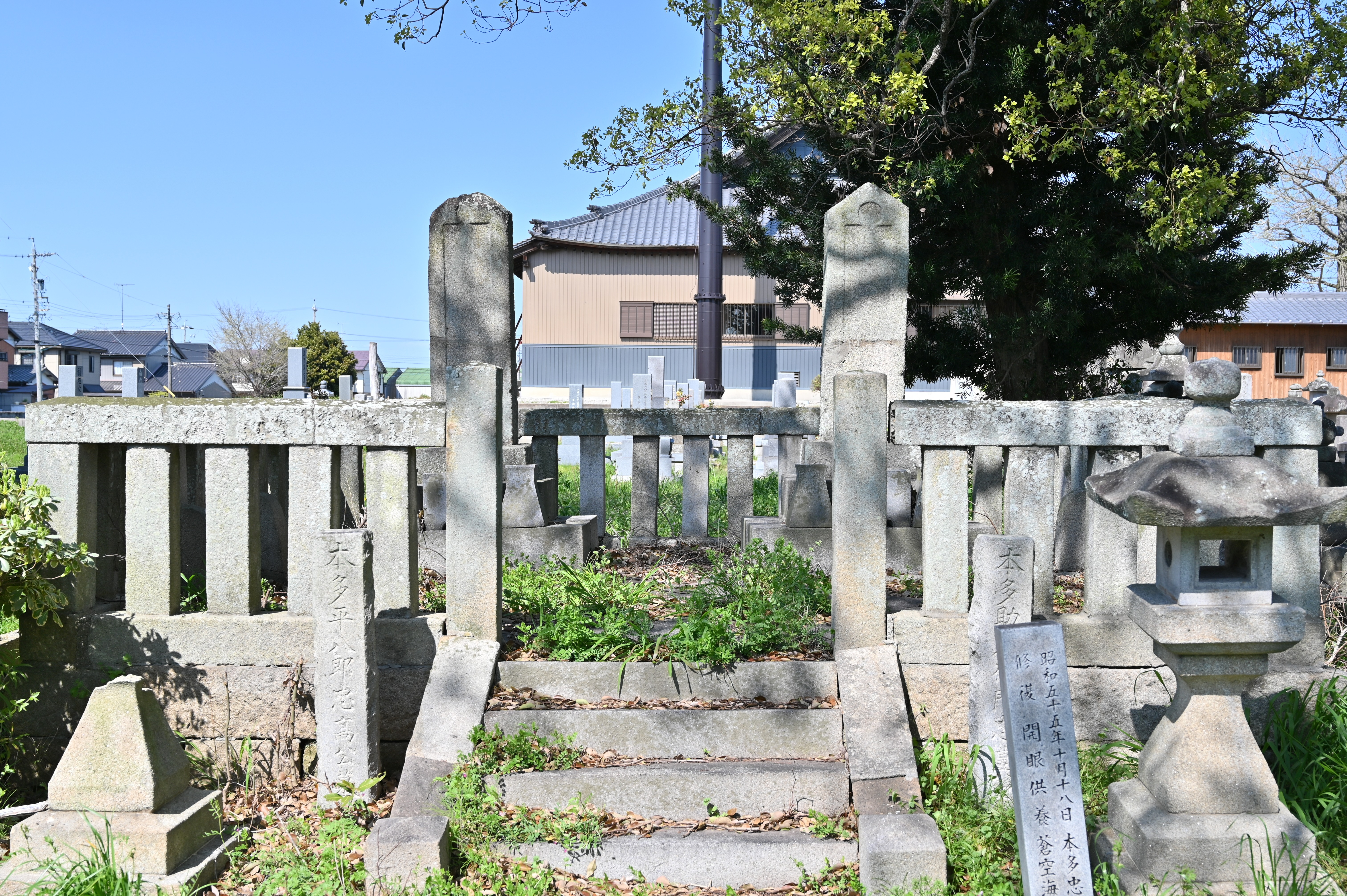
妙源寺にある本多忠高の墓（左）

本多 忠高（ほんだ ただたか）は、戦国時代の三河国の武将。松平氏の家臣。子に本多忠勝。

## 生涯
本多忠豊の長男として誕生。弟に忠真がいる。
父同様、松平清康や松平広忠に仕えた。天文16年（1547年）、松平一族で、家督を狙う松平信孝が反乱を起こした際にも出陣し、また、翌年にも、尾張国の織田信秀が三河国に侵攻すると、今川氏の太原雪斎と広忠は小豆坂にて迎撃し、忠高もそれに従い織田軍と戦い、勝利を収めた（小豆坂の戦い）。

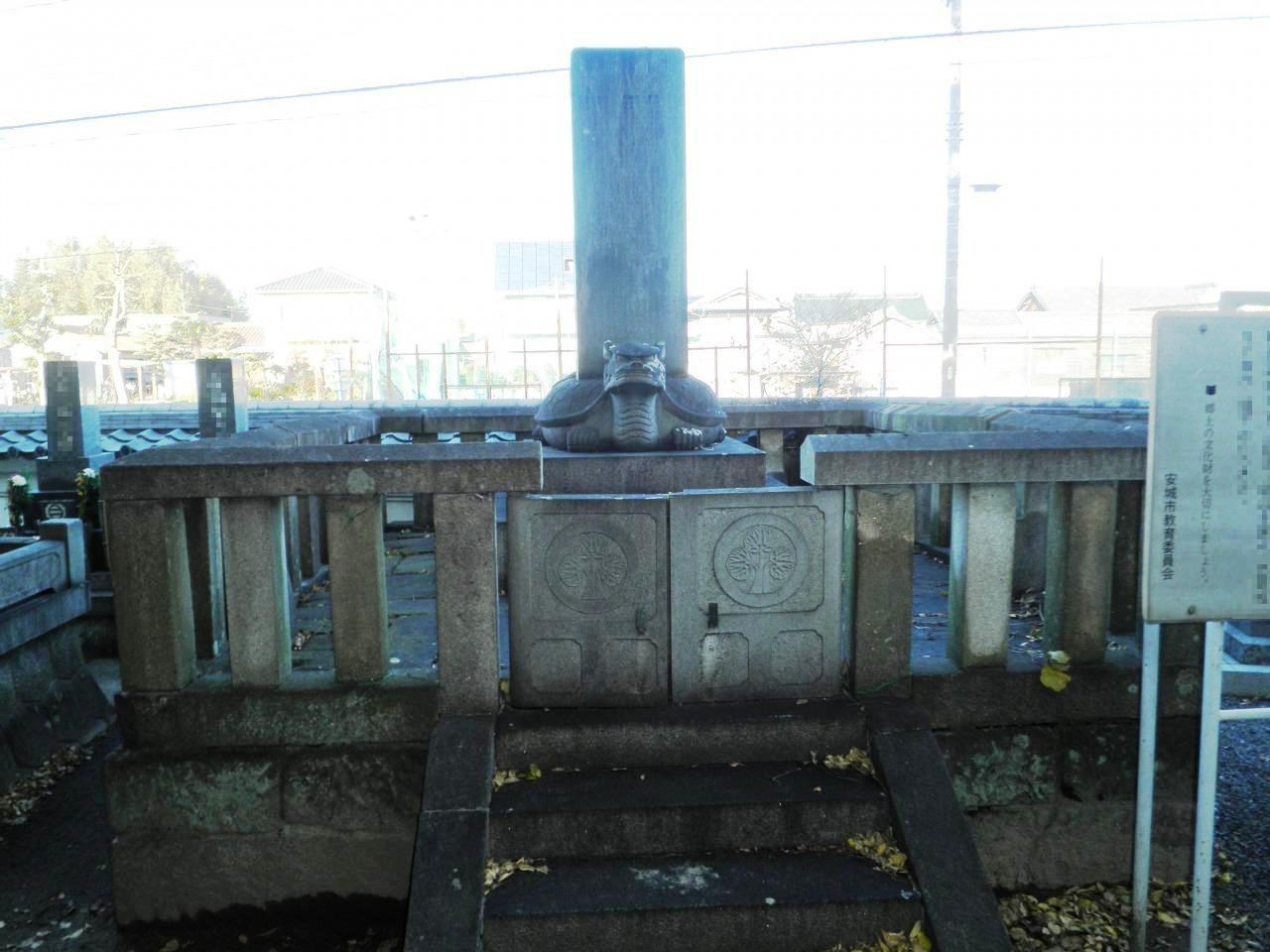
戦死地に立てられた本多忠高墓碑（愛知県安城市）

しかし、天文18年（1549年）3月、主君・広忠が岡崎城内で岩松八弥に暗殺され、松平氏や三河国人衆は大きく動揺した。今川氏当主・今川義元は三河国人衆が織田氏に寝返ることを恐れ、腹心の太原雪斎を送って織田氏の三河国の拠点であった安祥城を攻めた（第三次安城合戦）。守将の織田信広は城をよく守ったため、忠高は大久保忠俊らとともに昼夜たがわず攻めたてたが、敵の矢に眉間を貫かれ討死した。
墓所は妙源寺（愛知県岡崎市大和町）。戦死地の安城市安城町赤塚（安城市歴史博物館横・大乗寺の境内）にも墓碑が建てられている。

## その他
柳営秘鑑：巻ノ三には、徳川家康の扇の御馬印は、天文18年（1549年）の安祥城攻めの時に、討ち死にした本多忠高に由来するという、その子・忠勝が継承し、文禄2年（1593年）に、家康の所望で馬印にしたとある。
三河安祥之七御普代に数えられる（柳営秘鑑巻ノ二）。

## 登場作品
- 『徳川家康』 （NHK大河ドラマ 1983年)、演：村嶋修